# Friedrich Bauereisen junior
Friedrich Bauereisen (* 19. Februar 1927 in Ehingen am Hesselberg; † 22. Oktober 2006 ebenda) war ein deutscher Politiker (CSU).
Nach dem Besuch der Volksschule, der landwirtschaftlichen Berufsschule und der Landwirtschaftsschule in Dinkelsbühl beantragte Bauereisen am 15. Februar 1944 die Aufnahme in die NSDAP und wurde zum 20. April desselben Jahres aufgenommen (Mitgliedsnummer 9.718.608). Er nahm am Zweiten Weltkrieg teil und saß in Kriegsgefangenschaft. 1954 übernahm er den elterlichen Betrieb. Er war Kreisvorsitzender der Raiffeisengenossenschaften Dinkelsbühl, stellvertretender Kreisvorsitzender der Raiffeisengenossenschaften Ansbach und stellvertretender Kreisobmann des Bayerischen Bauernverbandes.
1965 wurde Bauereisen als Nachfolger seines gleichnamigen Vaters Bürgermeister seiner Heimatgemeinde Ehingen. Er war Mitglied des Kreistags, zunächst in Dinkelsbühl, später in Ansbach. Ab 1972 war er stellvertretender Kreisvorsitzender der CSU. Von 1974 bis 1994 war er Mitglied des Bayerischen Landtags. Er wurde stets direkt im Stimmkreis Ansbach-Süd gewählt.

## Ehrungen
- 1980: Verdienstkreuz am Bande der Bundesrepublik Deutschland
- Bayerischer Verdienstorden